# Phymorhynchus moskalevi
Phymorhynchus moskalevi é uma espécie de gastrópode do gênero Phymorhynchus, pertencente a família Raphitomidae.